# Charles van Caloen
Pour les articles homonymes, voir Caloen.
Le baron Charles Joseph Marie van Caloen, né à Bruges le 30 août 1815 et mort à Bruges le 1er mai 1896, est un homme politique belge.
- Bourgmestre de Lophem (1847-1866, 1870-1890)
- Conseiller provincial de Flandre-Occidentale (1864-1867)
- Membre du Sénat belge (1867-1878)
- Membre du Comité des finances du Sénat (1867-1878)
- Vice-président de la Fédération des cercles catholiques (1868-1879)

## Sources
- "De kruistocht tegen het liberalisme", p. 181 en 355;[source insuffisante]
- "Le Parlement belge, 1831-1894"[source insuffisante], p. 550